# Михайлівка (Чернівецький район)
Миха́йлівка — село в Україні, у Глибоцькій селищній громаді Чернівецького району Чернівецької області.

## Історія
«Історія міст і сіл Української РСР. Чернівецька область» повідомляє, що найдавніша згадка про село датується 1508 роком.  Згідно з новітніми краєзнавчими дослідженнями  перша письмова назва Михайлівки у форми «Михучани» зафіксована 1466 року.
1 серпня 1466 року воєвода Штефан Великий підтвердив право власності дочки боярина Михайла Місіча – Марушки – на села Михайловці (Петричанка), Михучани (Михайлівка) і Городище (ідентифікується з населеними пунктами  Грушівка і Волока). З документів випливає, що ці села були подаровані боярину Михайлу Місічу як «вислуга», тобто винагорода за військову службу, за часів правління молдавського господаря Олександра Доброго (1400 – 1432). Можливо, що від  імені Михайла Місіча походить нинішня назва поселення.   
У 1517 році Анушка  - внука Михайла Місіча  і дочка Марушки -   передала право власності  «на село Михучани і Городище» своєму внуку Гаврилові, який на той час  займав посаду  вістерника – керівника князівської скарбниці.  У грамоті зазначено, що село Михучани розміщувалося па річці Трестяні, біля впадіння у неї  притоки Рудої.  Щоправда, при опису межових знаків села Михучани річка Трестяна  названа Котовцем.  Очевидно, саме в той час відбувалася зміна  назви. 
Через Михучани пролягав міжнародний торговий шлях, який в грамоті 1466 року згадується як «велика дорога», а в історичних дослідження більш відомий як Берладська дорога (Львівська дорога, Волоський шлях, Старий Берладський шлях). Від Чернівці «велика дорога» пролягала до села Козмин, що розміщувалося між нинішніми населеними пунктами Коровія і Чагор, на берегах річки Коровії, а далі повертала в південно-західному напрямку через ліс (буковину) до височини Діброва і села Михучани. 
У 1497 році цим шляхом відступало військо польського короля Яна Ольбрахта після невдалої облоги Сучавської фортеці. На думку дослідника Едуарда Фішера, саме на дорозі біля Михучан (Михайлівки) була влаштована засідка молдавського війська, коли заздалегідь підпиляні дерева створили лісові завали і заблокували рух транспортної колони. Це призвело до поразки польського війська. 
У ХІХ столітті на історичній території Михайлівки виникло поселення Кичера, назву якого виводять від розміщеної поблизу найвищої гори (укр. кичера = «гірська вершина»).  Нині це село Червона Діброва. За переказами, в середині ХVIII століття на цьому місці ще шумів буковий ліс.  Новими поселенцями тут начебто стали циган і дезертири, а трохи пізніше поселились галицькі емігранти з Болехова.

## Населення
За переписом 1900 року в селі були 182 будинки, проживали 855 мешканців: 799 українців, 17 румунів, 34 поляки, 27 євреїв і 8 німців.
За переписом 2001 року в селі зареєстровано 744 мешканці. Із них 99% рідною мовою вважали українську.

### Мова
Розподіл населення за рідною мовою за даними перепису 2001 року:
| Мова       | Кількість | Відсоток |
| ---------- | --------- | -------- |
| українська | 740       | 99.33%   |
| румунська  | 3         | 0.40%    |
| російська  | 2         | 0.27%    |
| Усього     | 745       | 100%     |

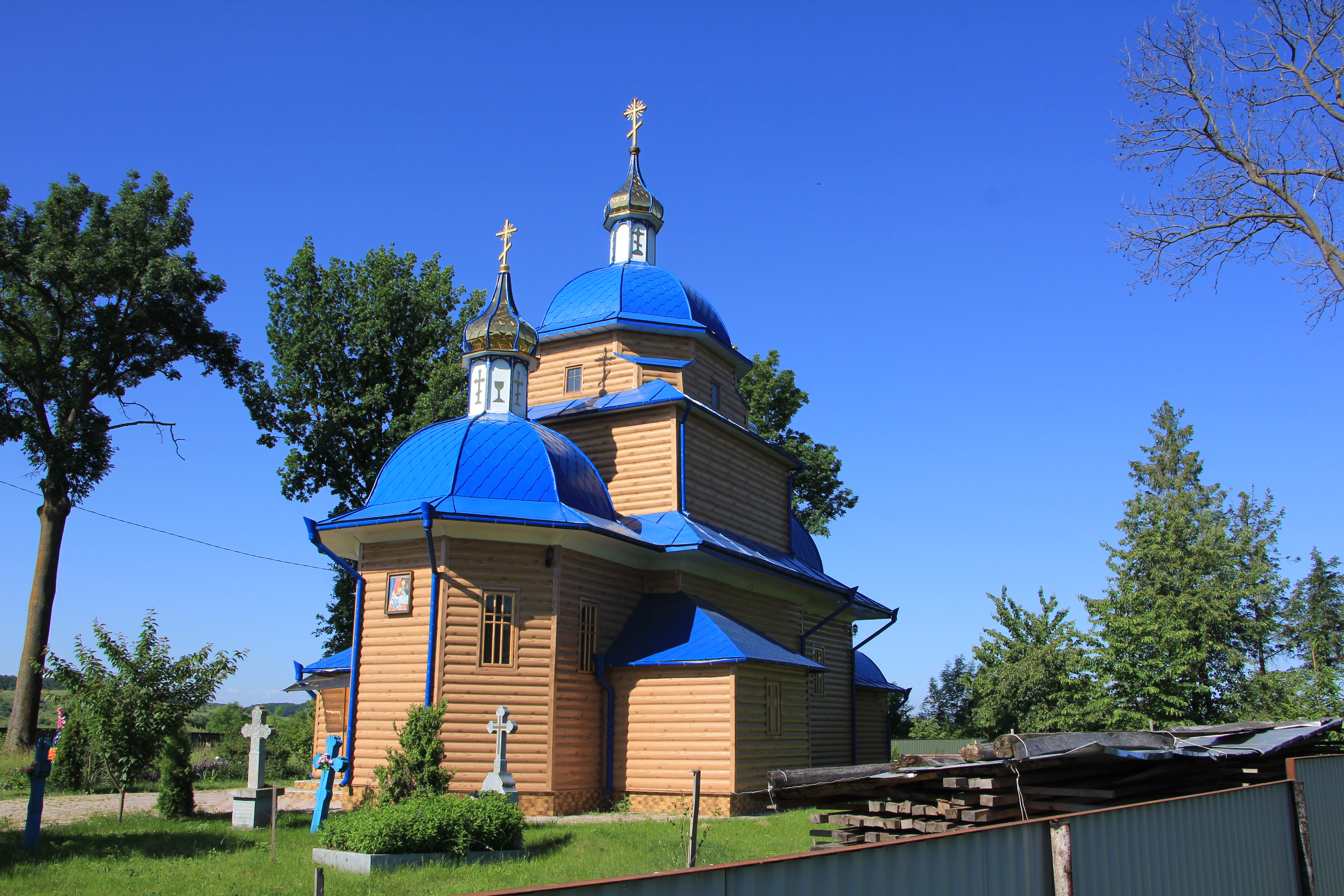
Дерев'яна церква Різдва Пр. Богородиці с. Михайлівка
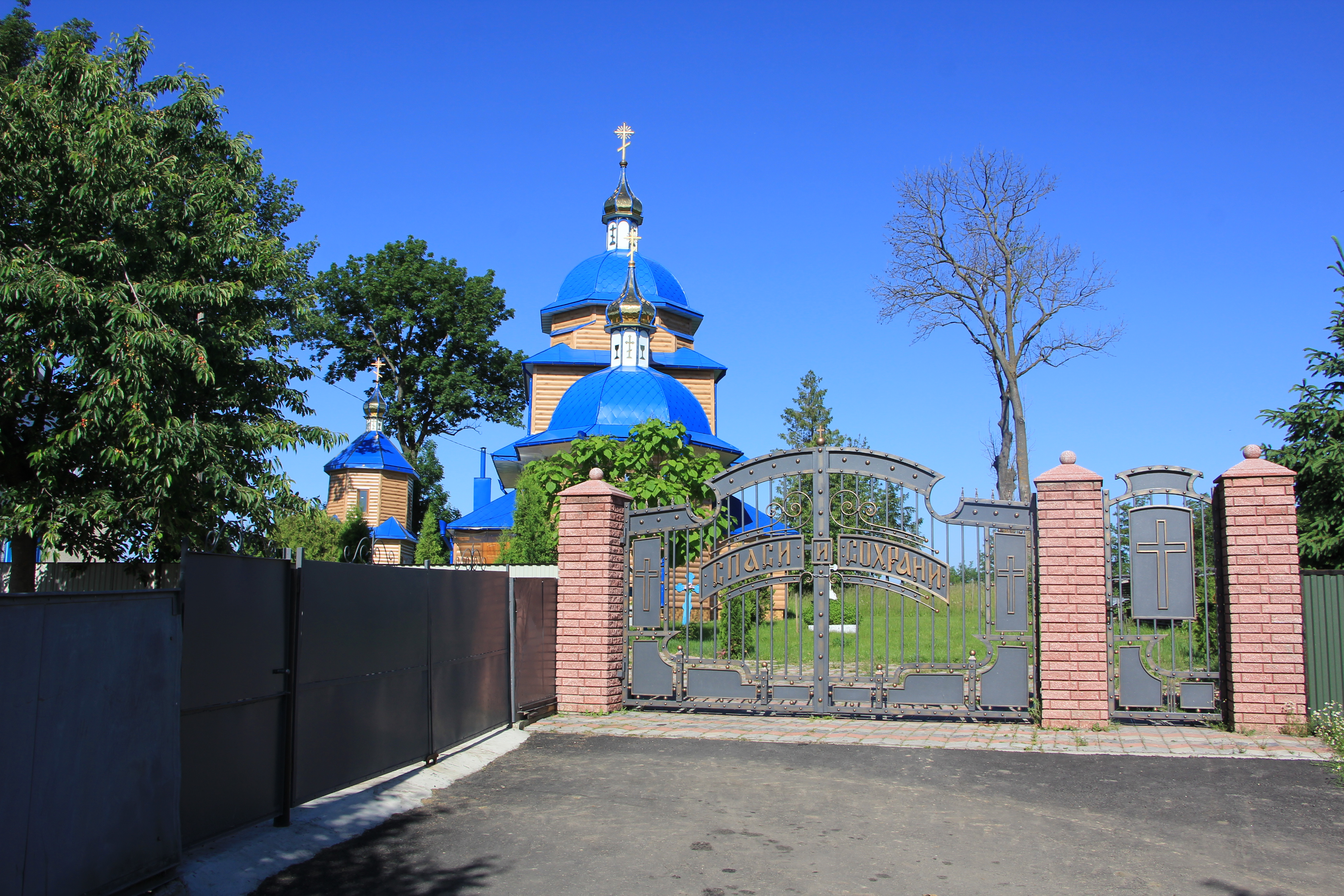
Дерев'яна церква Різдва Пр. Богородиці с. Михайлівка

## Транспорт
В селі відсутні асфальтове покриття на дорозі між селами Тарашани і Димка.